# L'Albatros (poème)
Pour les articles homonymes, voir Albatros.
L'Albatros est le deuxième poème de la seconde édition (1861) du recueil Les Fleurs du mal de Charles Baudelaire. Il est publié pour la première fois en 1859 dans la Revue française.

## Texte
Ce poème appartient à la section « Spleen et Idéal ». Il comporte quatre quatrains en alexandrins à rimes croisées, alternativement féminines et masculines.
Souvent, pour s’amuser, les hommes d’équipage

Prennent des albatros, vastes oiseaux des mers,

Qui suivent, indolents compagnons de voyage,

Le navire glissant sur les gouffres amers.

À peine les ont-ils déposés sur les planches,

Que ces rois de l'azur, maladroits et honteux,

Laissent piteusement leurs grandes ailes blanches

Comme des avirons traîner à côté d'eux.

Ce voyageur ailé, comme il est gauche et veule !

Lui, naguère si beau, qu'il est comique et laid !

L'un agace son bec avec un brûle-gueule,

L'autre mime, en boitant, l'infirme qui volait !

Le Poète est semblable au prince des nuées

Qui hante la tempête et se rit de l'archer ;

Exilé sur le sol au milieu des huées,

Ses ailes de géant l'empêchent de marcher.

## Contexte
Ce poème paraît en 1859 dans la Revue française. Sa genèse remonterait à 1841, lors du voyage en mer vers l'île Bourbon (actuelle Réunion) qu'effectua Baudelaire, alors âgé de 20 ans. Contrairement à certains intellectuels qui embarquèrent au temps de la marine à voiles (les romanciers américains Richard Dana et Jack London ; le poète anglais John Masefield), Baudelaire n'avait pas choisi cette expérience. C'est son beau-père, le général Aupick, qui l'y avait contraint en espérant ainsi le corriger de son inconduite : il dilapidait sa quote-part d'héritage paternel.
S'il détesta l'expérience et ne s'intégra pas à l'équipage, Baudelaire fut néanmoins profondément marqué par ce voyage, qui éveilla chez lui le goût d'un exotisme qui imprègne toute son œuvre .
Pour évoquer le poète, Baudelaire ne choisit ni le noble aigle royal des romantiques, ni le condor orgueilleux et solitaire décrit par Leconte de Lisle. Il opte pour un symbole plus douloureux : l'albatros représente le poète incompris des hommes, que sa supériorité morale exclut de leur société.
La pêche à l'albatros se pratiquait avec une ligne amorcée d'un bout de viande, fixée à un triangle de fer flottant sur du liège. Sur les voiliers au « grand long cours » voyageant au-delà des trois caps, c'était l'un des passe-temps favoris des marins. La forme triangulaire de l'instrument de pêche servait même d'emblème à l'association des anciens cap-horniers.
Les matelots considéraient alors volontiers l'albatros comme un oiseau malfaisant. En effet, il attaquait à coups de bec les hommes tombés à la mer, qu'en général on ne pouvait repêcher.
Le corps de l'albatros servait de matière première à la réalisation d'objets divers. La peau des pattes devenait une blague à tabac. Certains os se transformaient en mâts et vergues pour des maquettes de navires. Monté sur une tête d'albatros en bois sculpté, le bec constituait le pommeau d'une canne faite de vertèbres de requin enfilées sur une tige de fer, que l'équipage offrait traditionnellement à son capitaine à l'issue d'une heureuse traversée.

## Analyse
Baudelaire évoque le traitement que la société inflige au poète. Auto-représentation allégorique, l'oiseau capturé, ridiculisé et maltraité incarne l'artiste incompris et rejeté. Le découpage vertical de l'espace souligne l'antagonisme entre deux univers : les sphères où plane le poète épris d'idéal d'une part, un monde d'humains bornés et malfaisants d'autre part. Si l'oiseau évolue avec aisance dans un « azur » de beauté, le bateau affronte d'âpres « gouffres amers ». Cette posture de dénonciation fait de Baudelaire un « poète maudit ».
Certaines critiques jugent ce poème, par ailleurs célèbre, peu représentatif du génie baudelairien. La comparaison entre l'oiseau maltraité et le poète bafoué leur paraît trop explicite. L'assertion « Le poète est semblable au prince des nuées » ne laisse aucune place à la suggestion. Les jugements les moins complaisants ne reculent pas devant les termes de « lourdeur », voire de « platitude ».

## Postérité
Ernest Chausson a composé une mélodie sur ce poème. La partition en est publiée en 1879.
Léo Ferré a mis en musique et chanté ce poème en 1967 dans son album Léo Ferré chante Baudelaire, paru chez Barclay (à ne pas confondre avec Les Albatros chanson de son album La Solitude, publié en 1971).
Dans le film Nous irons tous au paradis (1977), dans la scène de la dispute sur le court de tennis qui tourne rapidement au pugilat entre les quatre amis, Bouly (Victor Lanoux) lance à Étienne (Jean Rochefort) : "Oh dis donc, hé toi ! Tes ailes de géant, elles t'empêchent pas de marcher, non ?", référence au dernier vers du poème.
Dans la chanson L'Amour du mal de l'album L'Art des femmes (1990), Jeanne Mas lit les deux premiers quatrains avant de chanter le troisième
Ana-Maria Bell a mis en musique et chanté ce poème en 2009 dans son album Allons faire un tour à la banque.
Le court métrage d'animation de Laurent Gorgiard ainsi que la mini bande-dessinée de Gilles Gozzer qui a inspiré le film "L'homme aux bras ballants" s'inspirent de ce poème.

### Premières publications
- « L'Albatros », dans Revue française, Paris, 1859, 576 p. (lire en ligne), p. 475
- Les Fleurs du mal deuxième édition Poulet-Malassis et de Broise, 1861, (Paris) ref. BNF FRBNF30066464 [(fr) lire en ligne]